# Стринаглюк Любомир
Любомир Стринаглюк (нар. 5 квітня 1972 р. в с. Серафинці Городенківського району Івано-Франківської області) — поет, публіцист, літературознавець, журналіст, громадський діяч. Член Національної спілки письменників України та Асоціації українських письменників.

## Життєпис
Навчався на філологічному факультеті Івано-Франківського педагогічного інституту ім. В. Стефаника, який закінчив 1994 р., та в аспірантурі кафедри української літератури Львівського державного університету ім. І. Франка (рік закінчення — 1998). Досліджував творчість Ігоря Калинця.
Сьогодні мешкає в м. Івано-Франківську.

## Кар'єра
З травня 1994 р. працював редактором Івано-Франківської обласної держтелерадіокомпанії, був автором релігійної програми «Поклик віри».
У 1999 р. став директором Івано-Франківської телерадіокомпанії «Вежа». У 2001 р. повернувся на редакторську роботу в облдержтелерадіокомпанію.
Нині займається підприємницькою та громадською діяльністю, є власником мережі книгарень духовної літератури «Назарет».

## Творчість
Зі студентських років пише та друкує вірші, літературно-критичні статті в обласних та всеукраїнських виданнях, антологіях, збірниках, часописах «Світо-Вид», «Перевал», «Дзвін» та ін. У 1995—1996 рр. поетичні публікації у часописах вивели Стринаглюка у перший ряд найцікавіших українських поетів. Вірші автора відзначаються герметичною вишуканістю та тяжіють до дискурсу неомодернізму в сучасній українській літературі. Вони перекладалися польською, російською, хорватською та німецькою мовами.
Автор поетичних збірок «Медовий кумир» (1998), «Бентежні видива» (2012) та публіцистичної книги «Знаки часу. Розпізнавання» (2015), яка при перевиданні отримала назву «Знаки часу. Розпізнавання. Небезпечні символи для нашої віри» (2016).Її продовженням стало видання 2017 р. під назвою «Знаки часу. Тлумачення», що пропонує читачам тлумачення явних і прихованих символів у сучасному світі. Збірка «Таємні дотики» вийшла у 2022 у Видавництві Старого Лева.

## Премії
Лауреат районної премії ім. Л. Мартовича 2013 р. (номінація «літературна діяльність») за поетичні книги «Медовий кумир», «Бентежні видива» і цикл радіопередач про Городенківщину, а також обласної премії ім. В. Стефаника 2014 р. (номінація «поезія») за збірку віршів «Бентежні видива».
Книга «Знаки часу. Тлумачення» удостоєна премії ім. Патріарха Володимира Романюка і Митрополита Андрея Шептицького та є переможцем конкурсу «Найкраща книжка Прикарпаття-2016» у номінації «публіцистика».